# FC Twente
Az FC Twente egy holland labdarúgócsapat, székhelye Enschede városában található. A 2010-2011-es szezonban 2010-es bajnoki címüknek köszönhetően a Bajnokok Ligája főtábláján szerepeltek, ahol a csoportban elért harmadik helyezésük Európa Liga szereplést ért. Az Európa Ligában egészen a negyeddöntőig menetelt az együttes kiütve az orosz Rubin Kazany és a Zenit csapatait. A 2011-2012-es évadban az Európa Liga nyolcaddöntőjéig jutott a Twente. Hosszú élvonalbeli tagság után a 2017-2018-as szezon végén utolsó helyezettként kiestek az élvonalból, így a 2018-2019-es szezont a másodosztályban kezdték meg. A másodosztály küzdelmeit megnyerték, így egy idény után visszajutott a klub az élvonalba.

## Játékoskeret
2025. január 17-i állapotnak megfelelően.
| #  |     | Poszt | Név                                                 |
| -- | --- | ----- | --------------------------------------------------- |
| 1  | GER | K     | Lars Unnerstall                                     |
| 2  | NED | V     | Mees Hilgers                                        |
| 3  | SWE | V     | Gustaf Lagerbielke (kölcsönben a Celtic csapatától) |
| 4  | NOR | V     | Mathias Kjølø                                       |
| 5  | NED | V     | Bas Kuipers ()                                      |
| 6  | NED | KP    | Carel Eiting                                        |
| 7  | NED | CS    | Mitchell van Bergen                                 |
| 8  | NED | KP    | Youri Regeer                                        |
| 9  | NED | CS    | Ricky van Wolfswinkel                               |
| 10 | NED | CS    | Sam Lammers                                         |
| 11 | NED | CS    | Daan Rots                                           |
| 14 | NED | KP    | Sem Steijn                                          |
| 17 | BEL | V     | Alec Van Hoorenbeeck                                |

| #  |     | Poszt | Név                |
| -- | --- | ----- | ------------------ |
| 18 | NED | KP    | Michel Vlap        |
| 19 | FIN | KP    | Junesz Taha        |
| 21 | NED | K     | Sam Karssies       |
| 22 | POL | K     | Przemysław Tytoń   |
| 23 | CZE | KP    | Michal Sadílek     |
| 24 | NED | CS    | Juliën Mesbahi     |
| 28 | NED | V     | Bart van Rooij     |
| 30 | TUN | CS    | Sayfallah Ltaief   |
| 34 | NED | V     | Anass Salah-Eddine |
| 38 | NED | V     | Max Bruns          |
| 41 | NED | KP    | Gijs Besselink     |
|    | TUR | CS    | Naci Ünüvar        |

## Sikerei, díjai
- Eredvisie
  - Bajnok: 2 alkalommal (1926 - SC Enschede néven, 2010)
  - Ezüstérmes: 1 alkalommal (1974)

- Eerste Divisie
  - Bajnok: 1 alkalommal (2019)
  - Ezüstérmes: 1 alkalommal (1984)

- KNVB beker
  - Kupagyőztes: 3 alkalommal (1977, 2001, 2011)
  - Kupadöntős: 2 alkalommal (1974, 2009)

- UEFA-kupa
  - Döntős: 1 alkalommal (1975)
  - Elődöntős: 1 alkalommal (1973)
- Kupagyőztesek Európa Kupája
  - Elődöntős: 1 alkalommal (1978)

- Johan Cruijff kupa
  - Győztes: 2 alkalommal (2010, 2011)

- UEFA Intertotó-kupa
  - Győztes: 1 alkalommal (2006)

## Külső hivatkozások
- Hivatalos honlap (hollandul)